# Apple Valley (Minnesota)
Apple Valley es una ciudad ubicada en el condado de Dakota en el estado estadounidense de Minnesota. En el Censo de 2010 tenía una población de 49084 habitantes y una densidad poblacional de 1.078,87 personas por km².

## Geografía
Apple Valley se encuentra ubicada en las coordenadas 44°44′43″N 93°11′58″O / 44.74528, -93.19944. Según la Oficina del Censo de los Estados Unidos, Apple Valley tiene una superficie total de 45.5 km², de la cual 43.67 km² corresponden a tierra firme y (4.01%) 1.83 km² es agua.

## Demografía
Según el censo de 2010, había 49084 personas residiendo en Apple Valley. La densidad de población era de 1.078,87 hab./km². De los 49084 habitantes, Apple Valley estaba compuesto por el 83.78% blancos, el 5.48% eran afroamericanos, el 0.39% eran amerindios, el 5.32% eran asiáticos, el 0.07% eran isleños del Pacífico, el 2% eran de otras razas y el 2.96% pertenecían a dos o más razas. Del total de la población el 4.94% eran hispanos o latinos de cualquier raza.